# Revolver (película)
Revolver es una película de 2005 escrita y dirigida por Guy Ritchie. Está interpretada por Jason Statham como Jake Green, Ray Liotta en el papel de Dorothy Macha, y André Benjamin (a.k.a. "André 3000") como Avi. Se centra en la búsqueda de la venganza de un estafador cuya arma es una fórmula universal capaz de garantizar la victoria a quien la emplee, aplicada a cualquier juego o estafa. Es la tercera película de Ritchie que se centra en el crimen y en criminales profesionales. Fue estrenada en Reino Unido el 22 de septiembre de 2005, pero recogió muy pocos beneficios. Una versión mejorada fue estrenada en un número limitado de salas en Estados Unidos el 7 de diciembre de 2007.

## Argumento
Después de pasar siete años encerrado en la cárcel en confinamiento individual, y habiendo perdido a su cuñada en un asesinato, el estafador Jake Green (Jason Statham) sale libre para vengarse de Dorothy Macha (Ray Liotta).
Jake Green es un artista del fraude que ha adquirido una estrategia específica (referida como "la Fórmula"), que se supone que lleva a su propietario a la victoria, en cualquier tipo de juego, durante su estancia de siete años en la cárcel. Jake descubre la fórmula gracias a dos personas desconocidas que se intercambiaban mensajes entre ellos en las celdas contiguas a la de Jake. Durante el cumplimiento de los cinco primeros años de la sentencia, los tres hombres se comunican entre ellos intercambiando estafas y movimientos de ajedrez, mediante mensajes ocultos en los libros de texto de la cárcel, libros tales como 'Las Matemáticas de la Física Cuántica'. Ellos planean, escaparse de la cárcel simultáneamente, pero ambos se escapan dejando a Jake atrás, obligándole a cumplir los dos años restantes de condena. Cuando sale se encuentra con que todas sus posesiones y dinero ha desaparecido y que los dos hombres con los que había compartido todo se lo habían llevado, por lo que decide conseguir dinero en varios casinos. Dos años más tarde, Jake ha ganado cierta reputación, lo que lleva a los casinos a comenzar a temer la suerte de este hombre. La Fórmula parece que puede ser aplicada a cualquier juego, y durante la película se muestra su efectividad en el ajedrez.
Jake va a la prisión por siete años. Aunque no son especificadas las razones de la sentencia, se sabe que fue debido a acciones de Dorothy Macha, un propietario corrupto de un casino. Aproximadamente dos años después de salir de prisión, Jake, Billy y su otro hermano Joe se dirigen a uno de los casinos de Macha. "Todas las mesas están cerradas" para Jake y compañía, y ellos son llamados instantáneamente a un área privada del casino de Macha donde los grandes jugadores se reúnen. Jake apuesta a Macha una fortuna a un lanzamiento de una ficha y gana. Esto hiere a Macha sobremanera. Como Jake dice "nada duele más que una humillación y una pequeña pérdida de dinero". Sobre el por qué de que ellos se fugasen sin Jake, le explicaron que no estaba preparado para escuchar lo duro que iba a ser el proceso de liberación. Esta fue la razón por la cual lo dejaron.
Avi intenta que Jake comprenda la naturaleza del ego. Le dice a Jake "el mejor timo que [el ego] puede conseguir es hacerte creer que él eres tú". Este parece ser el 'truco final', en el que nadie quiere romper su conexión con su ego, porque rechazan enfrentarse a sí mismos viviendo una vida basada en esta regla. Al final, Jake consigue luchar evitando hacer lo que su naturaleza (ego) le obliga a hacer. Esta parece ser la aplicación más fundamental de la Fórmula. Los personajes de Jake, Zach, Avi y Sorter (Mark Strong) rechazan finalmente las 'reglas' del ego (algunas interpretaciones dicen que los tres personajes son el mismo). Mientras que el personaje de Dorothy Macha sucumbe a ellas.

## Reparto
- Jason Statham: Jake Green
- Ray Liotta: Dorothy Macha
- Vincent Pastore: Zach
- André Benjamin: Avi
- Terrence Maynard: French Paul
- Andrew Howard: Billy
- Mark Strong: Sorter
- Francesca Annis: Lily Walker
- Anjela Lauren Smith: Doreen
- Elana Binysh: Rachel
- Tom Wu: Lord John